# Copa Chivas
La Copa Chivas es un torneo anual organizado por el Club Deportivo Guadalajara al que acuden equipos de categorías menores, teniendo categorías que van de los 7 a los 18 años. En esta copa han participado equipo de talla internacional, tales como Real Madrid, River Plate, Boca Juniors, Arsenal, Saprissa, Inter de Milán, Juventud de las Piedras, Atlético Mineiro, Universidad Católica y selecciones nacionales de países como Países Bajos, Canadá y Paraguay, así como equipos representativos de la mayoría de clubes mexicanos de fútbol.
En este torneo se tratan de inculcar valores tan importantes como: trabajo en equipo, superación personal, amor al deporte, competitividad, entre otros. Aparte de ser un semillero para futuras generaciones de futbolistas.
El torneo es organizado y realizado en el verano (Hemisferio Norte), por lo general en los meses de junio y julio.

## Historia
La copa se funda en el año de 1994 con el propósito de ser una fuente de talento, no solo para las fuerzas básicas de Chivas, sino también para muchos equipos profesionales del fútbol mexicano y del extranjero.
La Copa abrió sus puertas para todo equipo que quisiera participar, el único requisito que aún persiste es que el equipo debe estar afiliado a la Federación Mexicana de Fútbol, o en el caso de ser extranjero estar afiliado a sus respectivas asociaciones. 
De esta copa han salido varios jugadores importantes tal es el caso de Omar Bravo que participó en la Copa Chivas en 1998, cuando contaba con 17 años, y fue Campeón; también Alfredo Talavera, Alberto Medina, ‘Maza’ Rodríguez, Jonny Magallón, entre otros. 
Así también los internacionales, Carlos Salcido y Carlos Vela que juega en Los Ángeles FC han jugado el torneo.

### Primera Copa Chivas
La primera Copa Chivas se celebró del 18 al 24 de julio de 1994 con motivo del XIX aniversario de la fundación de la Escuela de Fútbol del Club Deportivo Guadalajara, teniendo a Eduardo de la Torre como coordinador. Los juegos se llevaron a cabo en las instalaciones del club en Verde Valle, y en esa edición las categorías fueron Párvulos para los nacidos en 1986 y 1987, Junior (1984-1985), Infantil (1982-1983), Infantil B (1980-1981). 
Los equipos participantes se estructuraron en grupos de cuatro, de donde los ganadores y comodines consiguieron el pase a segunda ronda que se jugó a eliminación directa. La inauguración del evento tuvo lugar en las instalaciones del Club Guadalajara, Colomos y López Mateos, el día 18 de julio de 1994 a las 9 de la mañana.
En la categoría Infantil B los campeones fueron Vaqueros superando 6-4 en penales al Atlas, el tercer lugar quedó en manos de Embotelladora Pepsi que venció 4-0 a la Universidad de Guadalajara, siendo los goleadores de la categoría Ricardo Chavarín del Jalisco y Alejandro Arce del Atlas, ambos con 11 goles.
En la categoría Infantil A los campeones fueron Chivas Verde Valle al superar 6-2 a EXpo-Gol, mientras que en el tercer lugar quedó el Atlas al vencer 2-1 al Tapatío, siendo los goleadores Isaac Moreno del Tapatío y Ángel Alanis del Atlas, ambos con 8 goles.
En la categoría Junior los campeones fueron Chivas Verde Valle al superar 2-1 al Oratorio San Luis, mientras que el tercer lugar fue para Muralla que superó 7-6 al Jalisco. El goleador de esta categoría fue Rubén Salazar del Muralla.
Por último, en la categoría Párvulos el campeón también fue Chivas Verde Valle al superar 4-1 al Jalisco, el tercer lugar fue para el Colegio Cervantes Colonia que superó 3-1 a Chivas Hidalgo, los goleadores fueron Guillermo Rodríguez de Chivas y Carlos Escoto de Cervantes con 7 goles.

### Tercera Copa Chivas
En la tercera edición de la Copa llevada a cabo del 14 al 20 de julio de 1996, se dio por primera vez la participación de equipos extranjeros, en esa ocasión asistieron el AC Milan de Italia, Los Pumas y el Milán de la ciudad de Los Ángeles, el Midland de Texas y la Escuela de fútbol de Nuevo Laredo. 
El resto de los equipos participantes estuvo conformado por Chivas Hidalgo, Chivas Verde Valle, Gavilanes de Monterrey, Vaqueros de Tijuana, Milán de Guadalajara, Mazatlán, CUM de Monterrey, Est #14 de Guadalajara, Expo-Gol, Tapatío, Muralla, Puerto de Mazatlán, Delfines de Guadalajara, Ajax de Guadalajara, Liceo del Valle, Estrella Roja de Colima, Teléfonos de México de Torreón, Chivas Álamos del Distrito Federal, Turismo Chaicor, Universidad de Guadalajara, Tecnológico de Guadalajara, Anáhuac Chapalita, Selección Colli, Laguna Lala de Torreón, I. José Othon de San Luis Potosí, Panteras, Estrellas de Aguascalientes, San Nicolás de Monterrey, América de Aguascalientes, Chivas Lagos de Moreno, Jalisco, Potosino, Club Campestre Aguascalientes, León de Jocotepec, Cervantes Colonias, Providencia, Atlas, Tonalá, Antonio Caso, entre otros.
Resultaron Campeones el Milán en la categoría Sub-13 superando 1-0 a Chivas Verde Valle, mientras que en la categoría Sub-12 y Sub-10 Chivas Verde Valle se alzó con el trofeo el superar 1-0 a Cervanbtes y 4-0 a Labradores respectivamente. Por otro lado, en la categoría Sub-8 Gavilanes superó a Chivas Hidalgo por marcador de 3-1.
000000

## Categoría
En la Copa se juegan diferentes torneos divididos por edad. Existen 3 categorías las cuales son:
- Pony: de 7 a 11 años
- Infantil: de 12 a 14 años
- Juvenil: de 15 a 18 años

## Sistema de competencia
Si la categoría se forma con 40 equipos, se estructuran 10 grupos de 4 equipos, donde califican los primeros lugares de cada grupo y los seis mejores lugares de la clasificación general.En una categoría de 44 equipos, son once grupos de 4 equipos donde calificarían los primeros lugares y los 5 mejores segundos lugares de la clasificación general.
Si es de 48 equipos, son doce grupos estructurados con 4 equipos, los primeros lugares de cada grupo y los 4 mejores segundos lugares son los equipos que calificarían.En una categoría con 52 equipos, el torneo se divide en trece grupos de 4 equipos, donde aparte de los primeros lugares de cada grupo, los 3 mejores segundos lugares también clasifican. 
Con 56 equipos se divide en catorce grupos de 4 equipos, donde los primeros lugares de cada grupo y los 2 mejores segundos lugares clasifican. Si hay 60 equipos en la categoría, son quince los grupos de 4 equipos, califican los primeros lugares de cada grupo y el mejor segundo lugar. 
Por último, si es de 64 equipos, se hacen dieciséis grupos de 4 equipos, y aquí únicamente calificarán los primeros lugares de cada grupo.

## Ganadores
2007  Club Atlético Boca Juniors
2008  Club Deportivo Guadalajara
2009  Club de Fútbol Monterrey
2010  México
2011 Club Real Jalisco
2015  Club Deportivo Guadalajara

## Participa en 2010

### Juvenil: de 14 a 18 años
- Club Deportivo Guadalajara
- Club de Fútbol Pachuca
- Club de Fútbol Monterrey
- Club América
- Monarcas Morelia
- Atlas de Guadalajara
- Club Deportivo Estudiantes Tecos
- Tigres de la Universidad Autónoma de Nuevo León
- Club Santos Laguna
- Club Deportivo Chivas USA
- Houston Dynamo
- FC Tokyo
- Club Deportivo Universidad Católica
- Deportivo Saprissa
- México
- Estados Unidos
- Brasil
- Japón
- Honduras
- Scyso FC